# El més buscat de Malibú
El més buscat de Malibú  (títol original: Malibu's Most Wanted) és una pel·lícula estatunidenca dirigida per John Whitesell, estrenada l'any 2003. Ha estat doblada al català

## Argument
Bill Gluckman (Ryan O'Neal), un ric jueu de Malibú candidat a governador de Califòrnia, veu perillar la seva carrera política per culpa del seu fill (Jamie Kennedy), un nen ric que, en el seu afany de convertir-se en raper, no deixa de posar en evidència al seu progenitor cada vegada que parla i actua com a tal. Així que Bill, decidit a donar-li una lliçó i esperant treure-li del cap la idea de ser raper, contracta a dos actors perquè, fent-se passar per gàngsters, segrestin al seu fill i li ensenyin com de "dur" és el món en el qual es vol introduir.

## Repartiment
- Jamie Kennedy: Brad 'B-Rad' Gluckman
- Taye Diggs: Sean James
- Anthony Anderson: PJ
- Regina Hall: Shondra
- Blair Underwood: Tom Gibbsons
- Damien Dante Wayans: Tec
- Ryan O'Neal: Bill Gluckman
- Bo Derek: Bess Gluckman
- Jeffrey Tambor: Dr. Feldman
- Kal Penn: Hadji Amerislani
- Nick Swardson: Mocha
- Kellie Martin: Jen
- Greg Grunberg: Brett
- J.P. Manoux: Gary
- Niecy Nash: Gladys
- Terry Crews: 8 Ball
- Tory Kittles: Deuce
- Noel Gugliemi: Snuffy
- Suzy Nakamura: Soon-Yee Baxter Hernandez
- Snoop Dogg: Ronnie Rizzat (veu)
- Big Boy: Big Boy
- Sarah Thompson: Krista
- Christa Campbell: Feminista enfadada
- Giuliana Rancic: Massatgista
- Rhona Bennett